# Bergman (cráter)

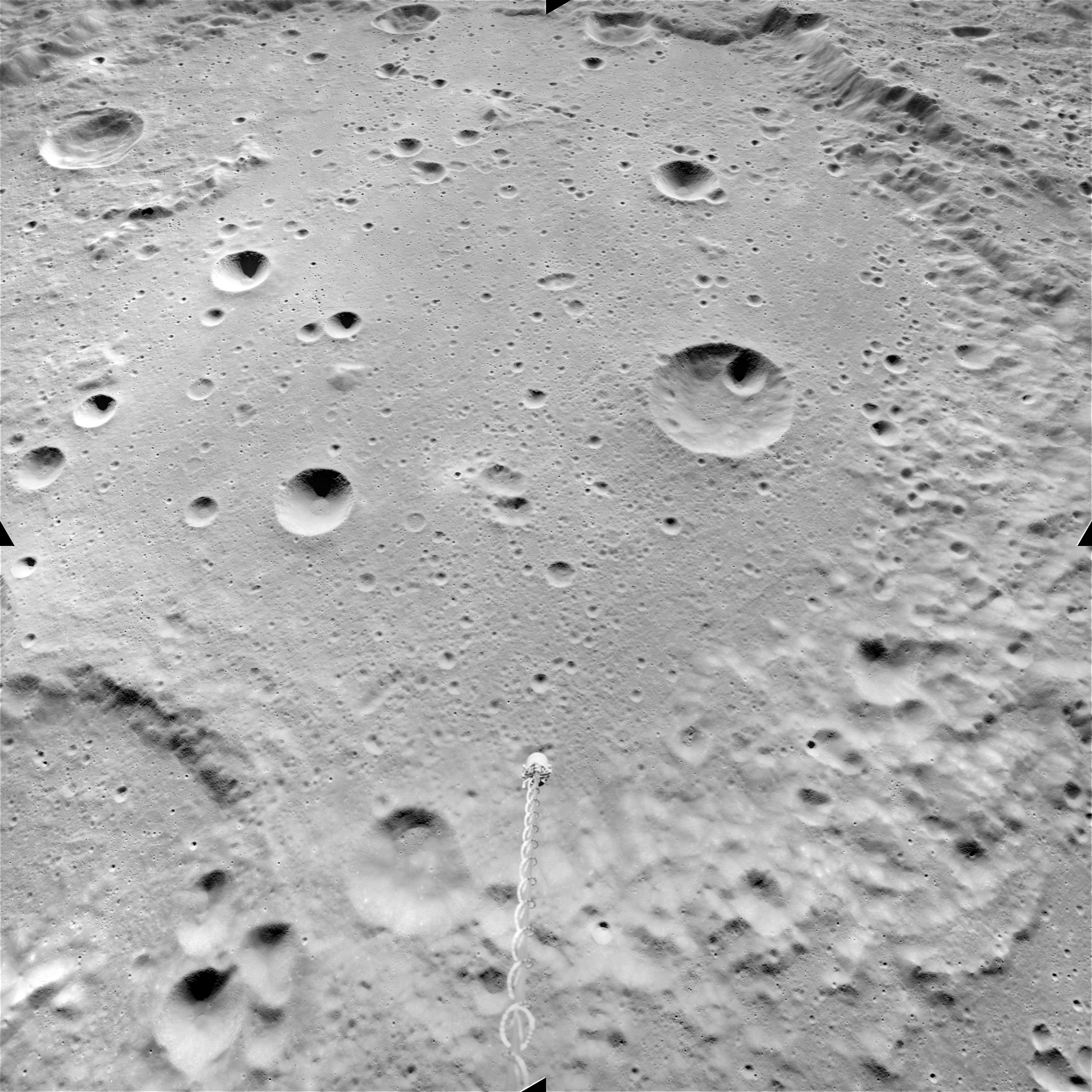
Interior de Mendeleev. Vista desde el norte

Bergman es un pequeño cráter de impacto que se encuentra en la cara oculta de la Luna, en el piso interior de la llanura del cráter Mendeleev. Está unido al borde de la pared interior hacia el noroeste. En la misma cuenca se encuentran los cráteres Moissan al sur y Richards al oeste.

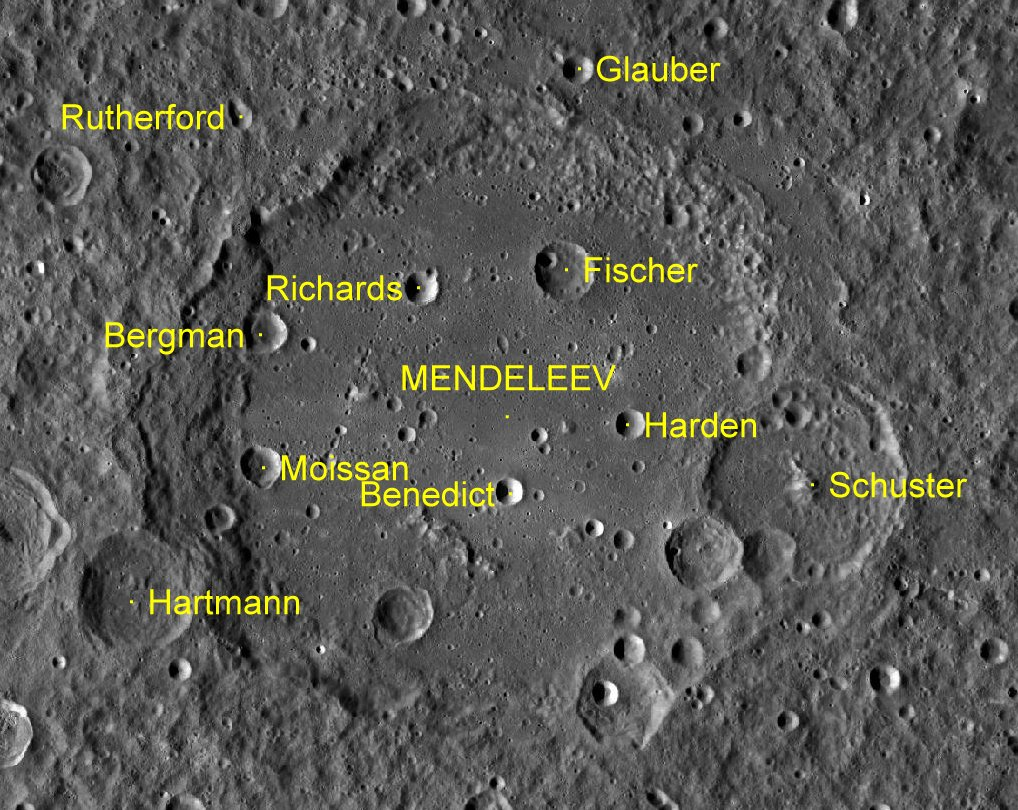
Localización de Bergman, en el sector noroeste del borde de Mendeleev

El borde de Bergman es aproximadamente circular, y la formación presenta forma de cuenco. La mitad occidental de la plataforma interior está cubierta por un canchal, dejando una pequeña planta a nivel en el lado oriental.